# پایگاه آب‌نشین بتل
پایگاه آب‌نشین بتل (به انگلیسی: Bethel Seaplane Base) یک فرودگاه همگانی پایگاه هوایی با کد یاتا JBT است که یک باند فرود آب دارد و طول باند آن ۹۱۴ متر است. این فرودگاه در شهر بتل، آلاسکا کشور ایالات متحده آمریکا قرار دارد و در ارتفاع ۵ متری از سطح دریا واقع شده‌است.